# Stigmella pyrellicola
Stigmella pyrellicola là một loài bướm đêm thuộc họ Nepticulidae. Nó được tìm thấy ở Hy Lạp, Thổ Nhĩ Kỳ và Cộng hòa Síp.
Ấu trùng ăn Rhamnus lycioides, Rhamnus oleoides microphyllus và Rhamnus pyrellus. Chúng ăn lá nơi chúng làm tổ.